# Grafeno

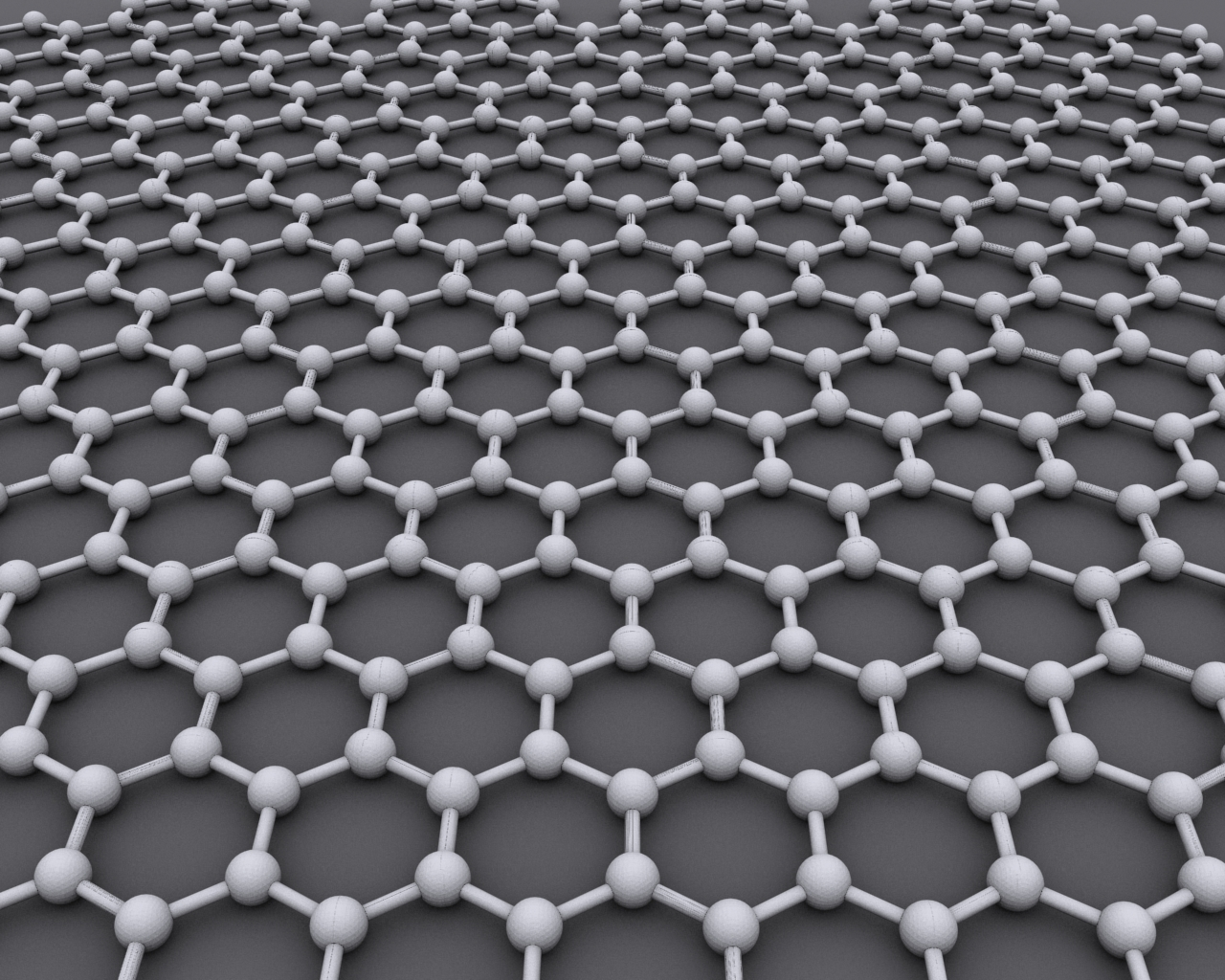
Representação gráfica do grafeno, um retículo hexagonal feito inteiramente de átomos de carbono

O grafeno é uma das formas cristalinas do carbono, assim como o diamante, o grafite, os nanotubos de carbono e fulerenos. O termo grafeno foi proposto como uma combinação de grafite e o sufixo -eno por Hanns-Peter Boehm. Foi ele quem descreveu as folhas de carbono em 1962.
Quando de alta qualidade, costuma ser muito forte, leve, quase transparente, um excelente condutor de calor e eletricidade. É o material mais forte já encontrado, consistindo em uma folha plana de átomos de carbono densamente compactados em uma grade de duas dimensões. É um ingrediente para materiais de grafite de outras dimensões, como fulerenos 0D, nanotubos 1D ou grafite 3D.
Basicamente, o grafeno é um material constituído por uma camada extremamente fina de grafite, com a diferença de que possui uma estrutura hexagonal cujos átomos individuais estão distribuídos, gerando uma fina camada de carbono. Na prática, o grafeno é o material mais forte, mais leve e mais fino (espessura de um átomo)  que existe. Para se ter ideia, 3 milhões de camadas de grafeno empilhadas têm altura de apenas 1 milímetro. A espessura do grafeno, é razoável considerar como 0,34 nm. Teoricamente seria superado, em resistência e dureza, pelo carbono acetilênico linear (carbino).
Na época em que foi isolado, muitos pesquisadores que estudavam nanotubos de carbono já estavam bem familiarizados com a composição, a estrutura e as propriedades do grafeno, que haviam sido calculadas décadas antes. A combinação de familiaridade, propriedades extraordinárias e surpreendente facilidade de isolamento permitiu uma explosão nas pesquisas sobre o grafeno. O Prêmio Nobel de Física de 2010 foi atribuído a Andre Geim e Konstantin Novoselov da Universidade de Manchester por experiências inovadoras em relação ao grafeno.

## Estrutura

### Ligação

Os orbitais de carbono 2_{s}, 2p_{x}, 2p_{y} formam o orbital híbrido sp² com três lóbulos principais a 120°. O orbital restante, p_{z}, está saindo do plano do grafeno

Três dos quatro elétrons da camada externa de cada átomo em uma folha de grafeno ocupam três orbitais atômicos híbridos sp² – uma combinação dos orbitais s, px e py — que são compartilhados com os três átomos mais próximos, formando ligações σ. O comprimento dessas ligações é de cerca de 0,142 nanômetros.

Sigma e ligações pi no grafeno. As ligações Sigma resultam de uma sobreposição de orbitais híbridos sp², enquanto as ligações pi emergem do tunelamento entre os orbitais p_{z} protuberantes

O elétron da camada externa restante ocupa um orbital pz que é orientado perpendicularmente ao plano. Esses orbitais hibridizam-se para formar duas bandas meio-preenchidas de elétrons em movimento livre, π e π ∗, que são responsáveis pela maioria das propriedades eletrônicas notáveis do grafeno. Estimativas quantitativas recentes de estabilização aromática e tamanho limite derivadas das entalpias de hidrogenação (ΔHhydro) concordam bem com os relatórios da literatura.
As folhas de grafeno se empilham para formar grafite com um espaçamento interplanar de 0,335 nm (3,35 Å).
Folhas de grafeno na forma sólida geralmente mostram evidências em difração para camadas de grafite (002). Isso é verdade para algumas nanoestruturas de parede única. No entanto, grafeno sem camada com apenas anéis (hk0) foi encontrado no núcleo de cebolas de grafite pré-molares. Estudos MET mostram lapidação em defeitos em folhas planas de grafeno e sugerem um papel para a cristalização bidimensional de um fundido.

### Geometria

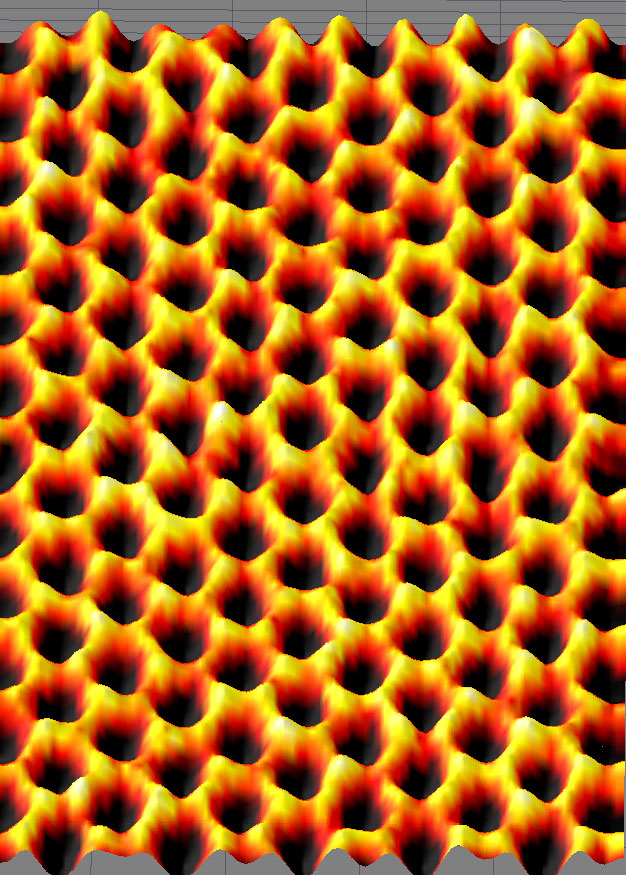
Imagem de microscopia de sonda de varredura de grafeno.

A estrutura de rede hexagonal de grafeno de camada única isolado pode ser vista diretamente com microscópio eletrônico de transmissão (MET) de folhas de grafeno suspensas entre barras de uma grade metálica. Algumas dessas imagens mostraram uma "ondulação" da folha plana, com amplitude de cerca de um nanômetro. Essas ondulações podem ser intrínsecas ao material como resultado da instabilidade dos cristais bidimensionais, ou podem se originar da sujeira ubíqua vista em todas as imagens MET de grafeno. Resíduos fotorresistentes, que devem ser removidos para obter imagens de resolução atômica, podem ser os "adsorbatos" observados em imagens MET, e podem explicar a ondulação observada.
A estrutura hexagonal também é vista em imagens de microscópio eletrônico de varredura (MEV) de grafeno suportado em substratos de dióxido de silício. A ondulação vista nessas imagens é causada pela conformação do grafeno à rede do subtrato e não é intrínseca.

### Estabilidade
Métodos ab initio mostram que uma folha de grafeno é termodinamicamente instável se seu tamanho for menor que cerca de 20 nm e se torna o fulereno mais estável (como dentro do grafite) apenas para moléculas maiores que 24 000 átomos.

## Propriedades
O grafeno é um material que possui propriedades únicas, devido a sua alta mobilidade eletrônica, por volta de 2*〖10^5  (cm^3)/Vs〗^  ele se torna um dos melhores materiais condutores que existem, senão o melhor. O grafeno também um dos melhores condutores térmicos e o material com o maior módulo de Young existente, por volta de 1TPa ou seja é um dos materiais mais resistentes e duros da atualidade, é um dos únicos materiais 2D existentes, devido a sua espessura atômica.
As propriedades óticas do grafeno também são excelentes, onde o material é capaz de absorver até 2,3% da luz, além de ter um índice de reflexão de apenas 0,1%. Devido as suas propriedades excepcionais o grafeno é um material multifuncional, podendo ter uma diversa gama de aplicações, desde eletrônica e ótica até aplicações biológicas.

### Eletrônico
O grafeno é um semicondutor de zero-gap, porque suas bandas de condução e valência se encontram nos cones de Dirac. Os cones de Dirac são seis locais no espaço do momento, na borda da zona de Brillouin, divididos em dois conjuntos não equivalentes de três pontos. Os dois conjuntos são identificados como K e K '. Os conjuntos dão ao grafeno uma degenerescência de vale de gv = 2. Em contraste, para semicondutores tradicionais, o principal ponto de interesse é geralmente Γ, onde o momento é zero. Quatro propriedades eletrônicas o separam de outros sistemas de matéria condensada.
No entanto, se a direção no plano não fosse mais infinita, mas confinada, sua estrutura eletrônica mudaria. Eles são chamados de nanofinas de grafeno. Se for "zig-zag", o bandgap ainda seria zero. Se for "poltrona", o bandgap seria diferente de zero (veja a figura).
A rede hexagonal do grafeno pode ser considerada como duas redes triangulares intercaladas. Esta perspectiva foi usada com sucesso para calcular a estrutura de banda para uma única camada de grafite usando uma aproximação de ligação forte.

#### Espectro eletrônico
Elétrons que se propagam através da rede de favo de mel do grafeno efetivamente perdem sua massa, produzindo quasipartículas que são descritas por um análogo 2D da equação de Dirac ao invés da equação de Schrödinger para partículas de spin 1⁄2.

#### Elétrons 'massivos'
A célula unitária do grafeno tem dois átomos de carbono idênticos e dois estados de energia zero: um em que o elétron reside no átomo A, o outro em que o elétron reside no átomo B. No entanto, se os dois átomos na célula unitária não são idênticos, a situação muda. Hunt et al. mostram que colocar nitreto de boro hexagonal (h-BN) em contato com grafeno pode alterar o potencial sentido no átomo A contra o átomo B o suficiente para que os elétrons desenvolvam uma massa e um gap de cerca de 30 meV [0,03 Eletron Volt (eV)].
A massa pode ser positiva ou negativa. Um arranjo que aumenta ligeiramente a energia de um elétron no átomo A em relação ao átomo B dá a ele uma massa positiva, enquanto um arranjo que aumenta a energia do átomo B produz uma massa de elétron negativa. As duas versões se comportam da mesma forma e são indistinguíveis por meio de espectroscopia óptica. Um elétron viajando de uma região de massa positiva para uma região de massa negativa deve cruzar uma região intermediária onde sua massa torna-se novamente zero. Esta região é sem intervalos e, portanto, metálica. Modos metálicos que limitam regiões semicondutoras de massa de sinal oposto são uma marca registrada de uma fase topológica e exibem praticamente a mesma física que os isolantes topológicos.
Se a massa no grafeno pode ser controlada, os elétrons podem ser confinados a regiões sem massa, circundando-os com regiões massivas, permitindo a padronização de pontos quânticos, fios e outras estruturas mesoscópicas. Ele também produz condutores unidimensionais ao longo da fronteira. Esses fios seriam protegidos contra retroespalhamento e poderiam transportar correntes sem dissipação.

## Super-redes baseadas em grafeno
O grafeno empilhado periodicamente e seu isomorfo isolante fornecem um elemento estrutural fascinante na implementação de superredes altamente funcionais em escala atômica, o que oferece possibilidades no projeto de dispositivos nanoeletrônicos e fotônicos. Vários tipos de superredes podem ser obtidos empilhando grafeno e suas formas relacionadas. A banda de energia em superredes empilhadas em camadas é considerada mais sensível à largura da barreira do que em superredes semicondutoras III-V convencionais. Ao adicionar mais de uma camada atômica à barreira em cada período, o acoplamento de funções de onda eletrônicas em poços de potencial vizinhos pode ser significativamente reduzido, o que leva à degeneração de sub-bandas contínuas em níveis de energia quantizados. Ao variar a largura do poço, os níveis de energia nos poços de potencial ao longo da direção LM se comportam de forma distinta daqueles ao longo da direção KH.
Uma superrede corresponde a um arranjo periódico ou quase periódico de diferentes materiais, e pode ser descrita por um período de superrede que confere uma nova simetria translacional ao sistema, impactando suas dispersões de fônons e posteriormente suas propriedades de transporte térmico. Recentemente, estruturas uniformes de grafeno-hBN em monocamada foram sintetizadas com sucesso via padronização de litografia acoplada à deposição química de vapor (CVD). Além disso, superredes de grafeno-hBN são sistemas de modelo ideais para a realização e compreensão do transporte térmico de fônon coerente (semelhante a uma onda) e incoerente (semelhante a uma partícula).

## Novas aplicações
Mais recentemente, empresas de semicondutores realizaram testes a fim de substituir o silício pelo grafeno devido à sua altíssima eficiência em comparação ao silício.
Em teoria, um processador, ou até mesmo um circuito integrado, poderia chegar a mais de 500 GHz. O silício, por sua vez, trabalha abaixo de 5 GHz. O uso de grafeno proporcionaria equipamentos cada vez mais compactos, rápidos e eficientes, mas o grafeno é tão bom condutor que ainda não se sabe como fazer com que pare de conduzir, formando assim o sistema binário.
Um grupo de cientistas chineses, liderados por Qunweu Tang, Xiaopeng Wang, Peishi Yang e Benlin He, desenvolveu uma placa fotovoltaica que é capaz de produzir energia a partir dos raios solares e também pelas gotas de chuva, sendo eficiente independente das condições climáticas, graças ao grafeno.
Os trabalhos revolucionários sobre o grafeno valeram o Nobel da Física de 2010 ao cientista russo-britânico Konstantin Novoselov e ao cientista neerlandês nascido na Rússia Andre Geim, ambos da Universidade de Manchester.
Uma das aplicações mais recentes do grafeno foi a criação em laboratório de supercapacitores, que podem ser utilizados em baterias e carregam mil vezes mais rápido que as baterias de hoje em dia.
O óxido de grafeno também  pode extrair substâncias radioativas das soluções de água. A descoberta do fenômeno deve possibilitar a purificação da água (incluindo as águas subterrâneas) contaminada por radiação, tal como ocorreu na área afetada pelo acidente nuclear de Fukushima.
No ano de 2015, uma equipe de investigadores da Universidade de Aveiro desenvolveu sacos de chá, com óxido de grafeno, capazes de remover, com eficácia, metais pesados de águas. Para cada dez miligramas de óxido utilizado foi possível remover, ao fim de 24 horas, 95% de mercúrio numa amostra de um litro de água. A remoção dos metais é explicada pelo fenómeno de adsorção.
Em março de 2012, um grupo de pesquisadores das universidades do Cairo e da Califórnia descobriu um método de produção de grafeno, extremamente eficiente e barato. Aplicando a radiação laser de um gravador de DVD LightScribe sob um filme de óxido de grafite produziu uma camada finíssima de grafeno, de alta qualidade e muito resistente, excelente para funcionar como capacitor ou semicondutor.

### Ferroeletricidade eletrônica pura
O grafeno organizado em hexágonos pode dar origem a uma variedade de propriedades importantes. As estruturas baseadas em grafeno podem ser supercondutores, isolantes ou até mesmo exibir magnetismo. Em um material ferroelétrico, nenhum campo elétrico externo é necessário para manter as cargas separadas, dando origem a uma polarização espontânea. No entanto, a aplicação de um campo elétrico externo tem um efeito: um campo elétrico de direção oposta fará com que as cargas mudem de lado e invertam a polarização. Por esse motivo, os materiais ferroelétricos são usados em uma variedade de sistemas eletrônicos, desde ultrassons médicos até cartões de identificação por radiofrequência (RFID). O ferroelétrico da equipe do MIT com base em grafeno opera por meio de um mecanismo completamente diferente que permite a condução de eletricidade. Pesquisadores do MIT em 2021 mostram que o grafeno de duas camadas também pode ser ferroelétrico. Isso significa que cargas positivas e negativas no material podem se separar espontaneamente em diferentes camadas. As duas camadas de grafeno - uma bicamada - ensanduichadas entre camadas atomicamente finas de nitreto de boro (BN). Cada camada BN está em um ângulo ligeiramente diferente da outra. Olhando de cima, o resultado é um padrão único chamado moiré superlattice. Um padrão moiré, por sua vez, "pode alterar dramaticamente as propriedades de um material". A fase ferroelétrica em ferroelétricos convencionais torna-se instável à medida que o dispositivo continua a ser miniaturizado. Com as estruturas baseadas em grafeno, os desafios podem ser resolvidos automaticamente. A demonstração do MIT que relata ferroeletricidade eletrônica pura, que exibe polarização de carga sem movimento iônico na rede subjacente, irá convidar a estudos adicionais que podem revelar fenômenos emergentes mais interessantes e fornecer uma oportunidade de utilizá-los para aplicações de memória ultra-rápida.

### Computação neuromórfica
Uma equipe de pesquisadores da Penn State, tentou trabalhar para transmitir a estrutura da rede neural no cérebro humano e a natureza analógica de nossos cérebros para computadores. De acordo com suas descobertas, a equipe descobriu que resistores de memória baseados em grafeno (memristor) são promissores para esta forma de computação. Memristor é um dispositivo eletrônico que existe em estados de condutância / resistência que dependem da quantidade de carga que passou por eles. Como o memristor pode existir em muitos estados diferentes, ele pode ser usado para melhorar substancialmente o desempenho de redes neurais artificiais - sistemas que poderiam um dia rivalizar e até mesmo substituir os computadores convencionais.  A equipe criou um memristor baseado em grafeno, que tem 16 estados condutores que podem ser armazenados e lidos de forma confiável. Neste dispositivo, os dados e a capacidade de processamento são carregados em uma camada de grafeno, através da aplicação de um breve campo elétrico na folha de grafeno. Além disso, o uso desses dados e da capacidade do processo é moldado de acordo com a região e com que intensidade a eletricidade fornecida no processo é realizada. É assim que vários estados de memória podem ser mantidos em uma única superfície de grafeno. A equipe acredita que essa tecnologia pode ser disponibilizada em escala comercial. Além disso, o dispositivo de memristor de óxido de estanho dopado com Ag/GO/ flúor seria um candidato potencial para futuras aplicações de computação neuromórfica.

## Produção no Brasil
Um dos projetos pioneiros para a produção de grafeno no mercado brasileiro está sediado em Minas Gerais. A iniciativa, que começou em junho de 2016, prevê investimentos da Companhia de Desenvolvimento Econômico de Minas Gerais (Codemig) da ordem de R$ 21,3 milhões, em três anos, para desenvolver a tecnologia e implantar uma fábrica piloto no Brasil. Denominado MG Grafeno, o projeto é realizado em parceria com o Centro de Desenvolvimento da Tecnologia Nuclear/Comissão Nacional de Energia Nuclear (CDTN/CNEN), por meio do Laboratório de Química de Nanoestruturas de Carbono (LQN), e com a Universidade Federal de Minas Gerais, por intermédio do Departamento de Física.
A futura planta, com capacidade instalada para até 30 kg de grafeno por ano, deverá ser construída na Região Metropolitana de Belo Horizonte. A estatal mineira diz que serão produzidas soluções que possam atender ao mercado, considerando que o grafeno será um ativo tecnológico customizado, conforme as necessidades da aplicação, não se limitando a um nicho específico. O projeto também prevê a demonstração e a adequação do material produzido a aplicações como baterias, compósitos poliméricos, filmes finos condutores, sensores/dispositivos, dentre outras, permitindo a atração de parceiros industriais. Além disso, existem universidades brasileiras com diversas pesquisas na área, algumas já produzindo Grafeno. Vem sendo realizadas pesquisas para o desenvolvimento de baterias para veículos elétricos, combinando nióbio e grafeno.
A UCS (Universidade de Caxias do Sul, RS) é responsável pela UCSGraphene, maior fábrica de grafeno da América Latina. Entre 9 e 16 de Julho de 2021, A UCS promoveu a 1ª Feira Brasileira do Grafeno. Sua abertura contou com as presenças do ministro da ciência, tecnologia e inovações, Marcos Pontes e o presidente da república, Jair Bolsonaro. Neste evento, expositores apresentaram produtos confeccionados com a matéria prima e, empregados nas indústrias de construção civil, de tecidos, de armamentos, entre outras. Mais de três mil visitantes compareceram a esta primeira edição da feira e seus organizadores tencionam que o evento seja anual.
Alguns exemplos de locais onde o Grafeno está sendo produzido no Brasil:
- Universidade Estadual de Ponta Grossa (UEPG) - desenvolve um método de produção de grafeno através da extração de grafite de pilhas usadas;
- Universidade de Brasília - Campus Gama (UnB - FGA);
- Universidade Presbiteriana Mackenzie
- Universidade Federal de Minas Gerais (UFMG).[52]
- Universidade de Caxias do Sul (UCS - UCSGraphene).[49]